# Renea Burlamacchi
Renea Burlamacchi (Montargis, 25 marzo 1568 – Ginevra, 11 settembre 1641) è stata una scrittrice italiana.

## Biografia
Prima figlia di Chiara Calandrini e di Michele Burlamacchi, commerciante lucchese protestante emigrato in Francia, nacque a Montargis, dove i genitori si rifugiarono durante le guerre di religione sotto la protezione dell'ugonotta Renata di Francia, che le fece da madrina e in onore della quale i genitori scelsero il nome della bambina, Renea o Renée.
Renea seguì, con il fratello Filippo e le sorelle Susanna e Maddalena, le peregrinazioni dei genitori, perennemente in fuga dalle minacce che le continue guerre portavano alla loro vita. A Parigi, nel 1572, sfuggirono alla terribile notte di San Bartolomeo, e si rifugiarono a Sedan. Nel 1585 trovarono finalmente sicurezza nella calvinista Ginevra, dove il 29 maggio 1586 Renea sposò il banchiere Cesare Balbani, lucchese emigrato, nipote del pastore calvinista Niccolò Balbani, ed ebbe dieci figli, che però morirono tutti in tenera età.
Cesare Balbani morì il 26 aprile del 1621, e Renea sposò il 24 aprile 1623 l'anziano poeta francese emigrato a Ginevra Théodore Agrippa d'Aubigné. In quello stesso anno portò a termine la drammatica biografia del padre e della sua famiglia di origine, la Descrittione della vita e morte del signor Michele Burlamacchi gentilhuomo lucchese.
Il suo secondo marito morì nel 1630. Renea, che visse fino al 1641 e fu sepolta a Ginevra nel cimitero di Plain-Palais, accanto a Cesare Balbani, lasciò un epistolario familiare e una raccolta di poesie in francese.

## Opere
- Descrittione della vita e morte del signor Michele Burlamacchi gentilhuomo lucchese, missa in luce dalla signora Renea Burlamacchi, sua figlia, nel mese di gennaro del 1623 in Geneva, in Vincenzo Burlamacchi, Libro di ricordi dignissimi delle nostre famiglie, a cura di S. Adorni Braccesi, Roma, Istituto Storico italiano per l'età moderna e contemporanea, 1993
- Lettres sur la mort d'Agrippa d'Aubigné, in Théodore Heyer, Théodore-Agrippa d'Aubigné. Notice biographique avec lettres inédites, in «Mémoires d'Histoire et d'Archéologie de Genève», 17, 1872
- Album poétique, in «Bibliothèque d'Humanisme et Renaissance», 9, 1947